# الآن فهمتكم
الآن فهمتكم هي مسرحية كوميدية ساخرة من تأليف الكاتب أحمد حسن الزعبي. المسرحية مستوحاة من خطاب الرئيس التونسي المخلوع زين العابدين بن علي عشية فراره من تونس عندما قال «أنا فهمتكم». تتكون المسرحية من 4 مشاهد تم تقديمها لأول مرة عام 2011 أمام الملك عبدالله الثاني ابن الحسين

## القصة
شخصية أبو صقر، رب الأسرة المستبد في بيته والذي صمّ آذانه عن مطالب أبنائه وزوجته، التي ارتفع سقفها حتى أصبحت كل التنازلات التي قدّمها «أبو صقر» غير مقبولة لديهم بسبب عناده وعدم إدراكه لحاجات أسرته. يتخلل المسرحية مشاهد أخرى تقدم لوحة كوميدية عن طريقة تشكيل الحكومات في الأردن، وأسلوب «الترضية» المتبع في تسليم الحقائب الوزارية والمناصب العليا في الأردن. وينقل الثلاثي حجازين والزعبي والضمور الشارع إلى المسرح، في عرض ممارسات «البلطجة» ضد الحراك المطالب في الإصلاح بطريقة ساخرة ومحزنة في آن معا، يختلط فيها الضحك مع البكاء. كما تتناول «الآن فهمتكم» في مشاهدها الأربعة بعض المقاطع الناقدة بسقف مرتفع، وأخرى تتعلق بالوحدة الوطنية والفساد والإصلاح ومخرجات لجان الحوار المختلفة.

## طاقم العمل
- تأليف: الكاتب أحمد حسن الزعبي
- قام بأداء الادوار:
  - موسى حجازين
  - غازي قارصلي
  - جورج حجازين
  - محمد السوالقة (الذي صمم ديكور المسرحية بطريقة محترفة أيضا)
  - معتصم فحماوي
  - خلدون حجازين
  - أريج دبابنة
  - بتول الضمور
  - حنين
  - محمد الصبيحي
  - حكمت درويش

## الأهمية السياسية
تتناول المسرحية العديد من القضايا السياسية المحلية، وخاصة الخصخصة والفساد. إحدى الرسائل القوية التي ترددت بين الأردنيين بعد المسرحية هي عبارة: «باعوها»، والتي تكررت طوال المسرحية في إشارة إلى الخصخصة واسعة النطاق للمؤسسات العامة الأردنية. بعد أن شاهد الأردنيون المسرحية على قناة رؤيا الفضائية، وأصبحوا يكررونها باستمرار كلما كان موضوع الخصخصة قيد المناقشة.
ويعطي الزعبي صوتا لنقاد الحكومة الذين خرجوا إلى الشوارع مطالبين بوضع النهاية للفساد السياسي والدعوة إلى إصلاحات عميقة. ويمكن رؤية المسرحية نتيجة الحركات "في الشوارع العربية. وقال الزعبي إن المسرحية كتبها 300 مليون عربي.

## وصلات خارجية
- مسرحية الآن فهمتكم - موسى حجازين - YouTube